# Ново-Семенковская волость
Ново-Семенковская волость — административно-территориальная единица в составе Калязинского уезда Тверской губернии и Ленинского уезда Московской губернии РСФСР. Существовала до 1922 года. Центром волости было сельцо Семенково, с 1920 года — деревня Квашёнки.
Образована не позднее сентября 1918 года из части селений Озерской, Белгородской и Талдомской волостей.
В июне 1920 года в составе волости было 16 сельсоветов: Андрейковский, Бабахинский, Бакшеинский, Бутырский, Волковский, Волкушинский, Игумновский, Кишкиновский, Кругловский, Кураповский, Маклаковский, Молькнинский, Никитинский, Парашинский, Шадринский, а в декабре — 8: Бобровниковский, Волковский, Игумновский, Кишкиновский, кругловский, Кураповский, Моклыгинский, Парашинский.
Постановлением президиума ВЦИК от 15 августа 1921 года волость передана в состав созданного Ленинского уезда Московской губернии.
В 1922 году Ново-Семёновская волость была объединена с Белгородской в Гражданскую волость в составе Ленинского уезда.